# Vụ tấn công Quảng trường Thiên An Môn 2013
Vào ngày 28 tháng 10 năm 2013, một chiếc xe Jeep đã đổi hướng phía sau một rào chắn giao thông và đâm vào đám đông trước khi bốc cháy ngay trước Quảng trường Thiên An Môn, Bắc Kinh. Theo những gì cảnh sát miêu tả thì đây là hành động của kẻ khủng bố đánh bom tự sát.
Vụ tấn công làm 5 người thiệt mạng (3 thủ phạm và 2 dân thường gần đó) và 38 người khác bị thương. Theo người phát ngôn cảnh sát Bắc Kinh, chiếc xe gây ra vụ việc trên mang biển số Tân Cương, lái xe là Usman Hasan. Trên xe còn chở vợ là Gulkiz Gini và mẹ là Kuwanhan Reyim. Cảnh sát cũng cho biết, đã tìm thấy dao, bình chứa xăng và cờ in nội dung tôn giáo cực đoan trong xe. Hai người dân thường thiệt mạng là một người Philippines và một người Quảng Đông, Trung Quốc.
Cảnh sát Trung Quốc miêu tả vụ tấn tống này như một "sự cố lớn" và là cuộc tấn công khủng bố gần đây nhất trong lịch sử Bắc Kinh.
Phong trào Hồi giáo Đông Turkestan hay Tín đồ Hồi giáo cực đoan, đã nhận trách nhiệm về vụ tấn công và cảnh báo về các cuộc tấn công trong tương lai.